# Sivapithecus
Sivapithecus is een geslacht van uitgestorven primaten. Sinds de 19e eeuw zijn in de Siwalik Hills in het huidige India en Pakistan fossiele resten van leden van dit geslacht gevonden en gedateerd op laat-Miocene ouderdom; 12,5 tot 8,5 miljoen jaar (Ma) oud. Aangenomen wordt dat Sivapithecus een voorouder is van de latere orang-oetans. De naam is afgeleid van de Hindoe-god Shiva omdat de eerste vondsten in India gedaan zijn.

## Voedsel
Op grond van de tanden wordt vermoed dat Sivapithecus vooral vruchten gegeten heeft.

## Verwantschap
In 1982 publiceerde David Pilbeam een belangrijke vondst bestaande uit een groot deel van het gezicht en kaak van een Sivapithecus. Deze resten toonden sterke gelijkenis met schedels van orang-oetans, wat de theorie dat Sivapithecus gerelateerd was aan deze moderne mensapen ondersteunde.

## Beschrijving
Sivapithecus zou van vergelijkbare grootte als de moderne chimpansee geweest kunnen zijn of iets groter.
Sivapithecus toont een duidelijke gelijkenis met orang-oetans, vooral in het gezicht. Er is bij de snuit een scherpe insnoering overdwars achter de hoektanden. De neusopening is klein. De snuit is in zijaanzicht laag. De bovenste voortanden staan schuin naar voren. De oogkassen staan dicht bij elkaar en hebben de vorm van staande ovalen met platte randen. De jukbeenbogen zijn afgeplat.
De kiezen zijn bunodont: plat met afgeronde randen. De kiezen van de bovenkaak hebben brede bases. Hun uitholling op het kauwvlak is beperkt tot het midden. De kiezen nemen naar achter in de tandenrij slechts beperkt in grootte toe. De rimpelingen op hun kauwvlak zijn beperkt evenals hun cingula, verdikkingen aan de basis.

## Soorten
Tot op heden zijn vier mogelijk geldige soorten beschreven. Sivapithecus indicus werd door Guy Ellcock Pilgrim in 1910 benoemd op basis van een tweede rechterkies, specimen GSI D-176. Het werd aangegeven als een 'cotype' met specimen GSI D-177, een stuk onderkaak. Dit is de typesoort welke is gedateerd op 12,5 - 10,5 miljoen jaar oud. S. punjabicus, eveneens door Pilgrim in 1910 benoemd, maar als een Dryopithecus punjabicus, is wellicht aan S. indicus identiek. De syntypen van S. punjabicus zijn de specimina GSI D-118 en GSI D-119, twee stukken onderkaak van een individu, voor 1910 gevonden door Vinayak Rao bij het dorp Chinji. In 1937 werden deze door G.E. Lewis toegewezen aan Bramapithecus. Hetzelfde jaar wees Lewis Dryopithecus? frickae aan S. indicus toe. Hetzelfde deed hij met Sivapithecus himalayensis Pilgrim 1927 gebaseerd op specimen GSI D-197, een linkeronderkaak gevonden bij Haritalyangar. Hetzelfde lot was Sivapithecus orientalis Pilgrim 1927 beschoren, gebaseerd op specimen GSI D-196, een zeer gaaf rechterbovenkaaksbeen in hetzelfde gebied gevonden. Verder voegde Lewis in 1937 Sivapithecus middlemissi Pilgrim 1927 met S. indicus samen, een soort met als typespecimen een onderkaak door C.S. Middlemiss gevonden bij Ramnagar in Kasjmir.

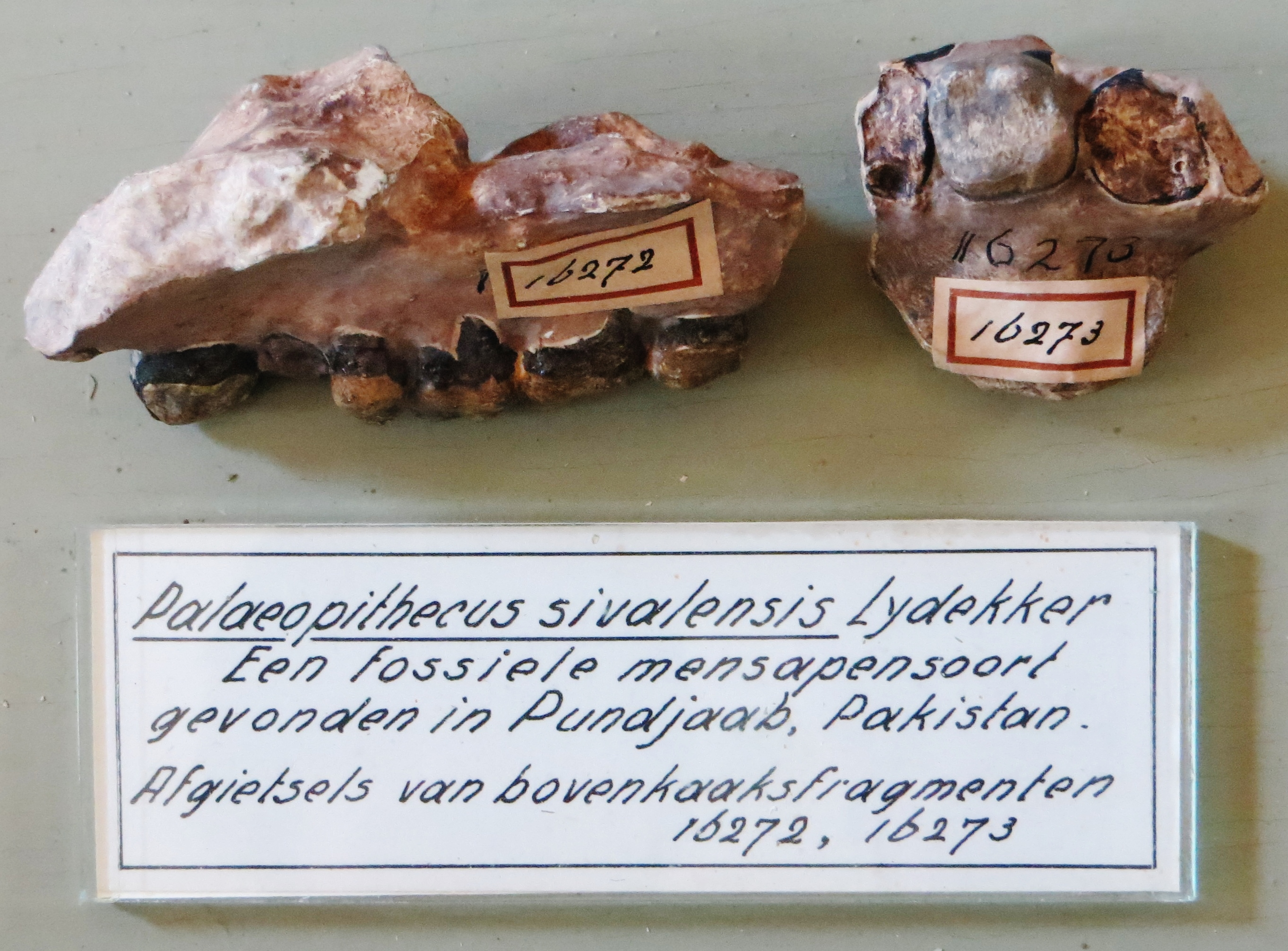
Afgietsels van kaken van S. sivalensis in het Teylers Museum

S. sivalensis werd in 1879 door Richard Lydekker benoemd als een Paleopithecus sivalensis. Het holotype  is specimen GSI D-1, een gedeeltelijk verhemelte, bestaande uit de interne vleugels van beide bovenkaaksbeenderen, gevonden bij Jabbi. Dit was de eerste vondst van een fossiele mensaap in India. Deze soort leefde van 9,5 tot 8,5 Ma geleden. In 1934 viel het Lewis op dat de naam Paleopithecus al gebruikt werd door een ichnospecies in 1835 benoemd door Voigt. Nu hebben namen van sporen geen prioriteit maar dat vergat Lewis en daarom hernoemde hij de soort in 1937 tot Sivapithecus sivalensis. In 1937 verwees Lewis Dryopithecus chinjiensis gebaseerd op een derde onderste linkerkies door Rao bij Chinji gevonden, specimen GSI D-179, naar Sivapithecus sivalensis, samen met de onderste kiezen GSI D-180 en GSI D-181. Ook wees hij Paleosimia rugosidens Pilgrim 1915 aan S. sivalensis toe, gebaseerd op specimen GSI D-188, een zeer gerimpelde bovenste rechterkies gevonden bij Chinji. De rimpelingen op het kauwvlak deden al in 1915 een verwantschap met orang-oetans vermoeden. Ook in 1937 wees Lewis Dryopithecus pilgrimi en Dryopithecus cautleyi aan S. sivalensis toe. Hetzelfde deed hij met Paleopithecus? sylvaticus Pilgrim  1927, gebaseerd op de linkeronderkaak GSI D-199.
In 1950 benoemden Wilfrid Le Gros Clark en Louis Leakey een Sivapithecus africanus op basis van vondsten uit Oost-Afrika.
In 1964 benoemde K.N. Prasad een Sivapithecus aiyengari op basis van een linkeronderkaak, specimen GSI 18039. De soortaanduiding eert N.K.H. Aiyengar.
In 1988 werd een derde, duidelijk grotere soort beschreven onder de naam S. parvada. Deze soort zou ongeveer 10 miljoen jaar geleden geleefd hebben.
Over het aantal soorten bestaat onduidelijkheid. Verschillende vondsten van S. sivalensis en S. indicus werden vaak tot dezelfde soort gerekend. Vondsten uit Turkije die als een Sivapithecus meteai benoemd werden, zijn eerder in een eigen geslacht, Ankarapithecus, geplaatst. Verder wordt Ramapithecus door de meeste specialisten tot Sivapithecus gerekend (zie onder).
Een naaste verwant van Sivapithecus zou de uitgestorven reuzenprimaat Gigantopithecus kunnen zijn. Dat zou betekenen dat ook dit geslacht een nauwe verwantschap met de orang-oetan heeft. Deze connectie wordt wel gelegd vanwege Dryopithecus giganteus. Deze laatste soort was gebaseerd op een enorme onderste derde kies gevonden bij Alipur. In 1946 maakte Ralph von Koenigswald er het aparte geslacht Indopithecus van, menend dat het een verwant van Gigantopithecus was. Het zou echter kunnen gaan om een groot individu van Sivapithecus indicus.

## Ramapithecus, een jonger synoniem vanSivapithecus?
In 1932 ontdekte een verzamelaar in dienst van George Edward Lewis stukken van een praemaxilla en rechterbovenkaaksbeen van een volwassen exemplaar in het gebied van Siwalik, in het westelijke deel van Nepal aan de oever van de Tenau rivier, vermoedelijk bij Haritalyangar. Deze benoemde Lewis in 1934 als een apart geslacht Ramapithecus met als typesoort Ramapithecus brevirostris, vernoemd naar Rama. De soortaanduiding betekent 'de kortsnuit'. Het holotype is YPM 13799. Hetzelfde jaar benoemde hij een tweede soort: Ramapithecus hariensis, gebaseerd op specimen YPM 13807 (later MCZ 8386), een stuk bovenkaaksbeen. In 1934 claimde Lewis dat Ramapithecus een voorouder van de moderne mens was, en dat de kaak meer menselijke eigenschappen bezat dan andere op dat ogenblik aan fossiele mensapen toegeschreven exemplaren. Als belangrijkste argumenten hiervoor noemde hij de kleine hoektanden, de grote kiezen, de korte snuit en het parabolische profiel van de tandenrij. Lewis' artikel werd onmiddellijk neergesabeld door de gezaghebbende expert Ales Hrdlicka, voornamelijk omdat die West-Azië als oorsprong van de mens zag. Het werd Lewis zelfs onmogelijk gemaakt hier weer op te antwoorden. Teleurgesteld verliet hij de paleoantropologie.

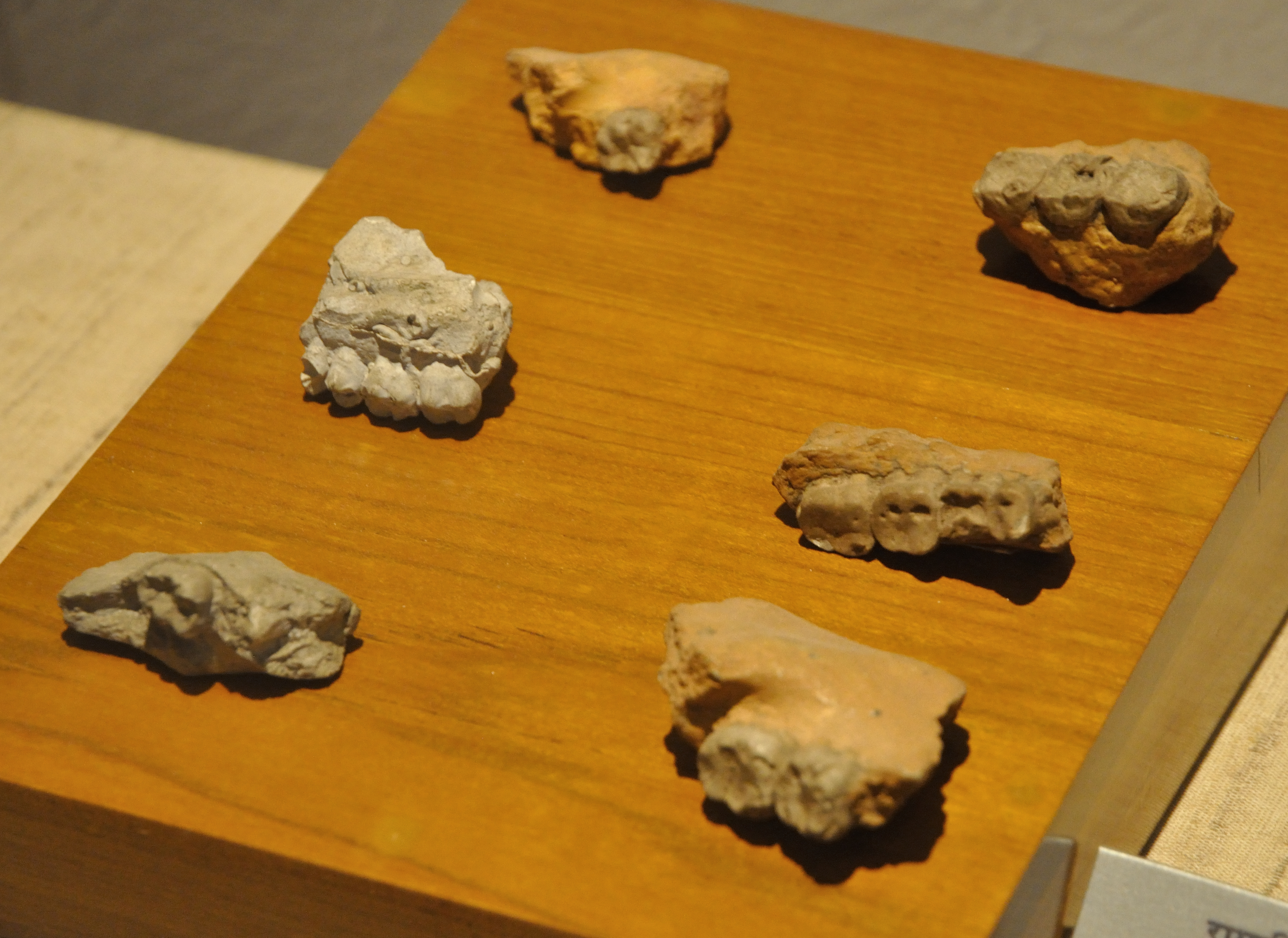
Kaakfragmenten aan Ramapithecus toegewezen

In november 1961 deed Elwyn LaVerne Simons Lewis' hypothese herleven. Die paste goed bij de toenmalige interpretatie van de oorsprong van de mens. In de jaren zestig van de twintigste eeuw was men van mening dat de splitsing tussen basale mensapen en mensen minstens vijftien miljoen jaar geleden had plaatsgevonden. Pilbeam ondersteunde deze positie. Hij dacht zelfs twintig miljoen jaar oude mensapen als de voorlopers van Pongidae te kunnen identificeren zodat de menselijke tak zich wellicht al dertig miljoen jaar geleden had afgesplitst. Een verder argument hiervoor werd gevonden in de dikke emaillagen van de kiezen van Ramapithecus. Daarbij werd de eveneens door Lewis benoemde Bramapithecus, alleen bekend van onderkaken, aan Ramapithecus toegewezen zodat nu het volledige gebit bekend leek. Begin jaren zeventig was het standaard om Ramapithecus als begin van de menselijke tak te noemen. Het dier zou al een begin van cultuur hebben gekend, gezien de kleine hoektanden een meer vreedzaam sociaal leven en een goed vermogen tot manipulatie van voorwerpen. Zelfs werd niet onmogelijk geacht dat het al op de achterpoten liep.
Een eerste inbreuk op dit model werd in 1970 gemaakt door Clifford Jolly die stelde dat de reductie van de hoektanden een gevolg was van een overgang naar zaadeten. De grote tanden zouden een zijdelingse kauwbeweging in de weg hebben gezeten. Simons beklemtoonde hierna dat de grote kiezen van Ramapithecus goed tot het vermalen van zaden in staat waren. Daarna bleek uit een studie naar Kenyapithecus dat zulke mensapen geen parabolische maar meer V-vormige tandenrij bezaten. In 1975 en 1976 toonden nieuwe vondsten van een bovenkaak van Ramapithecus aan dat deze soort minder menselijk was dan daarvoor was aangenomen en bevestigden de V-vorm.
De sterkste weerlegging kwam uit het gedurende de jaren zestig en zeventig aanzienlijk verbeterde biochemisch onderzoek naar de overeenkomsten in de structuur van de bloedeiwitten, zoals albumine. De moleculaire klok leek aan te tonen dat de splitsing tussen basale mensapen en de mens ongeveer vijf miljoen jaar geleden had plaatsgevonden. Dit werd door veel paleoantropologen echter niet aanvaard. Als argumenten hiervoor zag men de mogelijkheid dat de mutatiesnelheid van de eiwitten wellicht niet constant was, wat de klok onbetrouwbaar zou maken, alsmede de afwijkende resultaten die de verschillende eiwitten opleverden. Sommige uitkomsten wezen op een ouderdom van de splitsing van slechts tweeënhalf miljoen jaar, wat veel te jong leek.
In 1980 en 1982 werden aanvullende fossielen van Sivapithecus beschreven waaronder specimen GSP 15000 dat het hele gezicht bewaarde. Daaruit bleek duidelijk een verwantschap met de orang-oetans. Omdat Ramapithecus als een nauwe verwant van Sivapithecus werd gezien, plaatste dat ook die vorm op de tak naar de orang-oetans en dus buiten de menselijke tak. Dat werd bevestigd door onderzoek naar de hybridisering van het DNA, dat wees op een splitsing van zeven tot acht miljoen jaar oud. Pilbeam aanvaardde hierna deze resultaten. Ze verklaren ook het dikke tandemail dat met de orang-oetans gedeeld wordt.
Er bleek uiteindelijk nog meer verwantschap met Sivapithecus te bestaan, waardoor men ertoe kwam beide in hetzelfde geslacht te plaatsen. Omdat de naam Sivapithecus ouder is dan Ramapithecus kreeg de eerste naam prioriteit, waardoor de laatste een synoniem van de eerste is geworden. Ramapithecus wordt dan wel gezien als een jonger synoniem van Sivapithecus punjabicus, welke zelf weer het wijfje van S. indicus zou kunnen zijn, met kleinere hoektanden.
Het wordt ook waarschijnlijk geacht dat Sivapithecus zich al vroeg van de tak had afgescheiden die naar de chimpansee, de gorilla en de mens leidt en zich op de tak bevindt leidend tot de orang-oetan.